# Musée Gustave Moreau

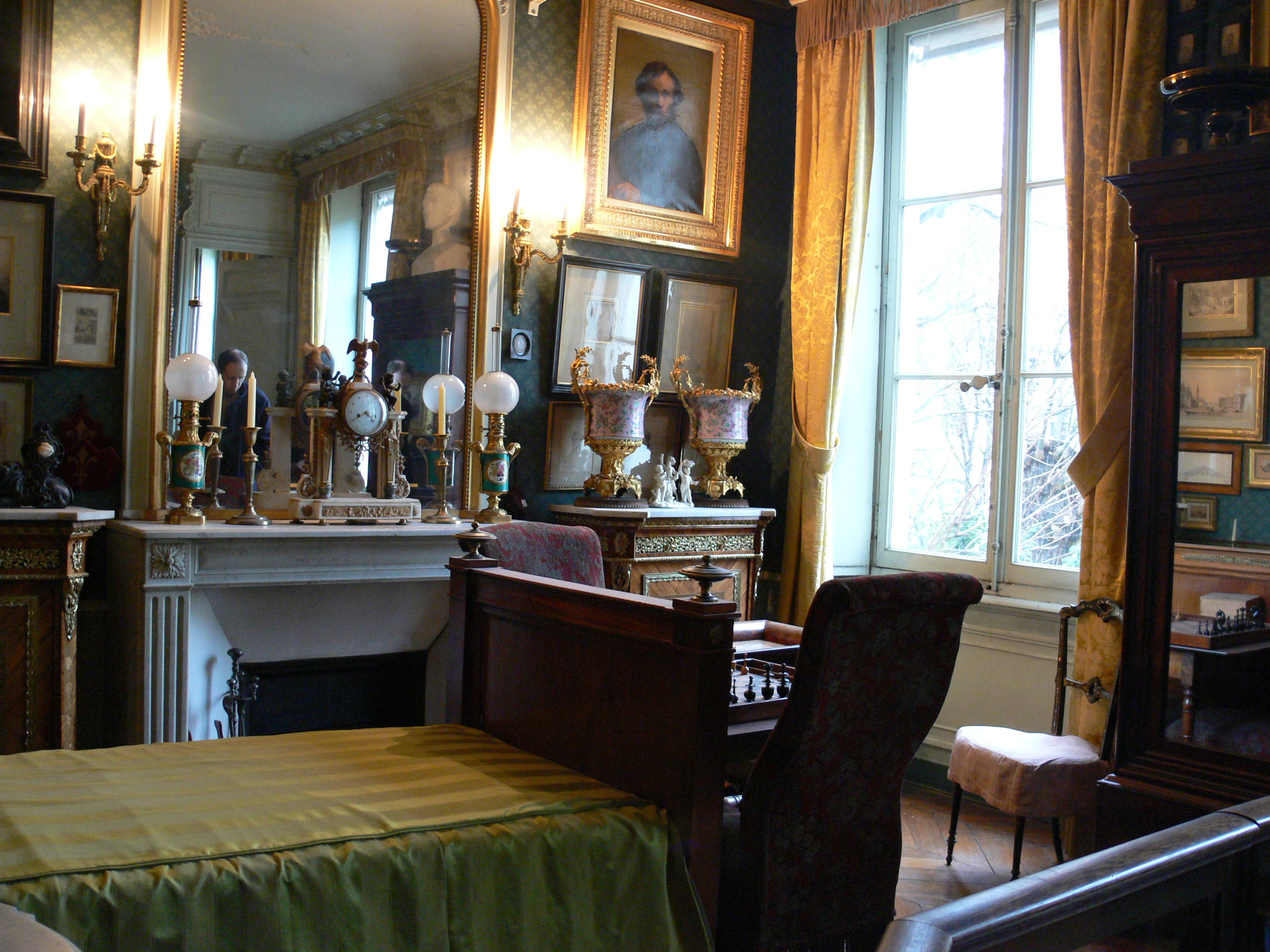
De voormalige slaapkamer

Het Musée national Gustave Moreau is een museum voor schone kunsten in Parijs dat gewijd is aan het werk van de Franse schilder Gustave Moreau (1826-1898).
Het museum is gevestigd in de voormalige woning van Moreau aan de rue de La Rochefoucauld in het 9e arrondissement. In 1895 liet de kunstenaar het huis verbouwen tot een museum voor zijn werken. Het museum bezit en toont schilderijen, tekeningen, aquarellen en sculpturen van Moreau. Ook zijn de voormalige woon-, werk- en slaapvertrekken te bezichtigen.
Tentoongestelde werken zijn onder meer Jupiter en Semele (1895), De Chimeras (1884) en De terugkeer van de argonauten (1891-1897).